# Saint-Jean (Fluss)
Der Saint-Jean (französisch: Ruisseau de Saint-Jean) ist ein kleiner Fluss in Frankreich, der in den Départements Moselle und Meurthe-et-Moselle der Region Grand Est nordöstlich der Stadt Nancy verläuft.

## Geographie

### Verlauf
Der Saint-Jean entspringt im nördlichen Gemeindegebiet von Fresnes-en-Saulnois, entwässert generell Richtung Nordwesten durch die Landschaft Saulnois (deutsch: Salzgau), in der bereits in merowingischer Zeit Salz in Salinen abgebaut wurde und mündet nach 15,8 Kilometern an der Gemeindegrenze von Craincourt und Thézey-Saint-Martin als rechter Nebenfluss in die Seille. In seinem Mündungsabschnitt bildet der Fluss die Grenze zum benachbarten Département Meurthe-et-Moselle.

### Zuflüsse
(Reihenfolge in Fließrichtung)
- Ruisseau Profond (rechts) 4,99 km
- Ruisseau de la Bergerie (links) 1,76 km
- Ruisseau le Petit (rechts) 2,99 km

### Orte am Fluss
(Reihenfolge in Fließrichtung)
- Oriocourt
- Donjeux
- Delme
- Craincourt